# Stade Joseph-Kabila (Kalemie)
 (avril 2025).
Le stade Joseph Kabila est un stade omnisport situé dans ville de Kalemie dans la province de Tanganyika en République démocratique du Congo. Il porte le nom de l'ancien président de la République démocratique du Congo, Joseph Kabila. Il existe aussi un autre stade du même nom à Kindu. Il est surtout utilisé pour les rencontres de football et les compétitions de l’Entente Urbaine de Football de Kalemie (EUFKAL) avec une capacité de 15 000 places.

## Histoire
- Le 10 août 2016 : lancement des travaux de construction du stade par le Chef de l'état Joseph Kabila[2].
- le 18 septembre 2021 : mise en service du stade par le gouverneur de Province[3].
- le 2 novembre 2022 : l'homologation du stade par la FECOFA pour enfin accueillir les compétitions nationales et provinciales[4].